# Saridoscelis diffusolinearum
Saridoscelis diffusolinearum — метелик з родини горностаєвих молей (Yponomeutidae). Описаний у 2023 році.

## Поширення та екологія
Ендемік Тайваню. Личинка харчується субальпійським кущем Gaultheria cumingiana (з родини Ericaceae).

## Опис
Цей вид схожий на Saridoscelis kodamai як зовнішніми ознаками, так і геніталіями. Верхня частина переднього крила S. diffusolinearum присипана сірими лусочками, прикрашена темно-сірою прожилкою. На відміну від цього, у S. kodamai немає сірого, з більш блідими смугами. У чоловічих статевих органах клапан S. diffusolinearum не має медіального горба, знайденого у S. kodamai, причому гнатос першого довший, ніж в останнього.

## Назва
Видова назва diffusolinearum є поєднанням двох латинських слів diffusa і linea, що перекладаються як «розпростерта лінія», через розсіяні, непомітні сірі та вохристі лусочки, накладені на верхню частину переднього крила, з наявністю помітних темних смуг.